# Frederik van Utrecht
Frederik I, Fredericus of Frideric (Frisia, ong. 780 – Utrecht, ong. 835) was bisschop van Utrecht tussen ong. 815 en ong. 835, en is een heilige en martelaar van de Rooms-Katholieke Kerk.
Frederik werd rond 780 geboren als zoon van een edelman uit het volk der  Friezen (Fresonicae gentis), ergens in het Hollands-Friese kustgebied. Àuteurs uit de 16e eeuw beweerden dat hij uit Sexbierum stamde als zoon van potestaat Adelbrik Adelen en kleinzoon van de Friese koning Radboud. Dit berust echter op geleerde fantasie. Volgens kerkelijke bronnen is hij gestorven op 18 juli 838; andere bronnen geven jaartallen tussen 834 en 838. Zijn leven werd in de 11e eeuw beschreven door bisschop Otbert van Luik in de Passio Friderici.
Al op jonge leeftijd kreeg Frederik onderwijs bij de geestelijken in Utrecht, waaronder bisschop Ricfried. Na afronding van zijn studies werd hij door de bisschop tot priester gewijd en werd belast met de kerstening van de heidenen, voornamelijk in de noordelijke gebieden van het bisdom, maar ook in gebieden die erbuiten vielen. Zo preekte hij bijvoorbeeld op Walcheren en met Sint-Odulfus in Stavoren en omstreken.
Na de dood van Ricfried in 815/ 816 werd Frederik tot bisschop van Utrecht gekozen. Hij werd bekend om zijn vroomheid en eruditie. Hij onderhield een correspondentie met Hrabanus Maurus en op het concilie van Mainz in 829 werd hij geroemd om zijn kennis en inzicht.
De legende wil dat hij na het opdragen van de mis in Utrecht op 18 juli 838 door twee mannen werd neergestoken. Nadat hij gestoken was zou hij zijn moordenaars hebben vergeven en met zijn handen zijn grote wonden dicht hebben gehouden. Hij zou zich vervolgens naar zijn graf hebben gesleept dat hij een tijdje daarvoor had laten graven. Eenmaal in zijn graf blies hij zijn laatste adem uit wat volgens de legende voor een hemelse geur in de kerk zorgde. Volgens 11e- en 12e-eeuwse schrijvers als Otbert van Luik en Willem van Malmesbury, waren de moordenaars ingehuurd door keizerin Judith, vanwege Frederiks regelmatige kritiek op haar losbandige levenswandel. Latere schrijvers als Cesare Baronio en Jean Mabillon menen echter dat het bewoners van Walcheren waren (of door hen gestuurd), waar ze niets moesten hebben van de kerstening, en toentertijd vijandig stonden tegenover het christendom.
Dit laatste lijkt het meest aannemelijk. Er zijn geen bronnen van schrijvers uit de tijd waaruit blijkt dat de keizerin onkuis of onzedelijk leefde, noch dat Frederik die aantijging gemaakt zou hebben. Bovendien stond Walcheren nogal vijandig tegenover de missionarissen uit Utrecht.
Frederik werd na zijn dood als heilige vereerd. Zijn gedachtenis is op 18 juli en hij is beschermheilige tegen doofheid. Hij werd begraven in de Sint-Salvatorkerk in Utrecht.